# Jacqueline Tanner
 (juin 2019).
Pour les articles homonymes, voir Tanner.
Jacqueline Tanner, née le 23 juin 1943, est une écrivain et poète vaudoise.

## Biographie
Bernoise d'origine, Jacqueline Tanner fait des études dans le secteur paramédical à Lausanne, puis exerce la profession de laborantine et infirmière en chimiothérapie aux côtés de son mari, hématologue, le docteur François Clément.
La mort de son frère, son travail dans les hôpitaux où elle côtoie des patients sous chimiothérapie et le spectacle souvent douloureux du monde, lui donne une conscience aiguë de la présence de la mort. C'est par la poésie qu'elle affronte et transcende la réalité souvent cruelle de la condition humaine.
Elle est l'auteur de trois recueils de poèmes : Aurore pétrifié (1979), Mélanie la nuit (1980), Prix Schiller 1981 et Moraine infiniment (1989). En 1984, elle écrit un roman poétique La maryssée. On lui doit de nombreux textes parus dans plusieurs ouvrages collectifs, notamment Solitude surpeuplée et Écriture. Elle collabore également à des revues littéraires et de 1992 à janvier 2000, au journal le Passe-Muraille. 
Présidente de l'association des amis du Passe-Muraille de 1994 à janvier 2000, vice-présidente de l'association Suisse-Israël, section Vaud, elle est membre de la société suisse des écrivains, de l'association vaudoise des écrivains, de la société bernoise des écrivains, du P.E.N. club international, du parlement européen des écrivains.

## Sources
- « Jacqueline Tanner », sur la base de données des personnalités vaudoises sur la plateforme « Patrinum » de la Bibliothèque cantonale et universitaire de Lausanne.
- D. Jakubec, D. Maggetti, Solitude surpeuplée : un choix de textes, p. 205
- H.-Ch. Dahlem, Sur les pas d'un lecteur heureux : guide littéraire de la Suisse, p. 586
- Histoire de la littérature en Suisse romande, sous la dir. de R. Francillon, vol. 4, p. 145, 456
- A. Nicollier, H.-Ch. Dahlem, Dictionnaire des écrivains suisses d'expression française, vol. 2, p. 842-843